# Torneo de Berlín 2006
El Qatar Telecom German Open 2006 fue un torneo de tenis femenino, disputado del 5 al 13 de mayo de 2006. Fue un evento de categoría Tier I que se jugó en canchas de polvo de ladrillo como preparativo para el segundo Grand Slam del año, Roland Garros. Fue la 91.ª edición del torneo y tuvo lugar en el Rot-Weiss Tennis Club en la capital alemana, Berlín.

## Campeonas

### Individual femenino
Nadia Petrova venció a  Justine Henin-Hardenne por 4–6, 6–4, 7–5

### Dobles femenino
Yan Zi /  Jie Zheng vencieron a  Elena Dementieva /  Flavia Pennetta por 6-2, 6-3